# Ojców (gromada)
Ojców – dawna gromada, czyli najmniejsza jednostka podziału terytorialnego Polskiej Rzeczypospolitej Ludowej w latach 1954–1972.
Gromady, z gromadzkimi radami narodowymi (GRN) jako organami władzy najniższego stopnia na wsi, funkcjonowały od reformy reorganizującej administrację wiejską przeprowadzonej jesienią 1954 do momentu ich zniesienia z dniem 1 stycznia 1973, tym samym wypierając organizację gminną w latach 1954–1972.
Gromadę Ojców z siedzibą GRN w Ojcowie utworzono – jako jedną z 8759 gromad na obszarze Polski – w powiecie olkuskim w woj. krakowskim, na mocy uchwały nr 28/IV/54 WRN w Krakowie z dnia 6 października 1954. W skład jednostki weszły obszary dotychczasowych gromad: Ojców ze zniesionej gminy Cianowice oraz Wola Kalinowska ze zniesionej gminy Sułoszowa, obie w tymże powiecie. Dla gromady ustalono 13 członków gromadzkiej rady narodowej.
1 stycznia 1958 ze wsi Wola Kalinowska w gromadzie Ojców wyłączono przysiółek Młyny Piesko-Skalskie (obejmujący gospodarstwa obywateli Wójcik Janiny, Gądek Kazimierza, Gądek Antoniego, Cygankiewicz Stanisława i Gądek Władysława) i włączono go do gromady Sułoszowa w tymże powiecie.
Gromadę zniesiono 1 stycznia 1969, a jej obszar włączono do gromad Skała (wieś Ojców) i Sułoszowa (wieś Wola Kalinowska).